# Mathieu Valbuena
Mathieu Valbuena (phát âm tiếng Pháp: [ma.tjø val.bwe.na]; sinh ngày 28 tháng 9 năm 1984) là cầu thủ bóng đá thuộc câu lạc bộ Olympiakos. Anh tuy nhỏ con nhưng nổi tiếng bởi kỹ thuật khéo léo, tốc độ cao và có tài sút xa. Cổ động viên của Marseille thường gọi anh bằng biệt danh "xe đạp nhỏ".

## Thống kê sự nghiệp

### Câu lạc bộ
Tính đến 21 tháng 5 năm 2017
| Câu lạc bộ          | Mùa giải            | Giải đấu      | Giải đấu     | Giải đấu       | Cúp quốc gia  | Cúp quốc gia | Cúp quốc gia   | Châu Âu       | Châu Âu      | Châu Âu        | Tổng cộng     | Tổng cộng    | Tổng cộng      |
| Câu lạc bộ          | Mùa giải            | Số lần ra sân | Số bàn thắng | Đường kiến tạo | Số lần ra sân | Số bàn thắng | Đường kiến tạo | Số lần ra sân | Số bàn thắng | Đường kiến tạo | Số lần ra sân | Số bàn thắng | Đường kiến tạo |
| ------------------- | ------------------- | ------------- | ------------ | -------------- | ------------- | ------------ | -------------- | ------------- | ------------ | -------------- | ------------- | ------------ | -------------- |
| Libourne            | 2004–05             | 24            | 1            | 3              | 2             | 0            | 0              | —             | —            | —              | 26            | 1            | 3              |
| Libourne            | 2005–06             | 31            | 9            | 4              | 3             | 4            | 1              | —             | —            | —              | 34            | 13           | 5              |
| Tổng cộng           | Tổng cộng           | 55            | 10           | 7              | 5             | 4            | 1              | —             | —            | —              | 60            | 14           | 8              |
| Marseille           |                     |               |              |                |               |              |                |               |              |                |               |              |                |
| 2006–07             | 15                  | 1             | 1            | 2              | 0             | 1            | 1              | 0             | 0            | 18             | 1             | 2            |                |
| 2007–08             | 29                  | 3             | 2            | 3              | 1             | 0            | 10             | 1             | 0            | 42             | 5             | 2            |                |
| 2008–09             | 31                  | 3             | 2            | 3              | 0             | 0            | 11             | 0             | 1            | 45             | 3             | 3            |                |
| 2009–10             | 31                  | 5             | 1            | 6              | 2             | 1            | 6              | 0             | 0            | 43             | 7             | 2            |                |
| 2010–11             | 32                  | 4             | 4            | 3              | 0             | 0            | 8              | 1             | 1            | 43             | 5             | 5            |                |
| 2011–12             | 33                  | 5             | 13           | 7              | 3             | 2            | 9              | 1             | 1            | 49             | 9             | 16           |                |
| 2012–13             | 37                  | 3             | 12           | 4              | 1             | 0            | 8              | 1             | 2            | 49             | 5             | 14           |                |
| 2013–14             | 34                  | 3             | 6            | 2              | 0             | 0            | 5              | 0             | 0            | 41             | 3             | 6            |                |
| Tổng cộng           | Tổng cộng           | 242           | 27           | 41             | 30            | 7            | 4              | 58            | 4            | 5              | 330           | 38           | 50             |
| Dinamo Moskva       | 2014–15             | 25            | 4            | 12             | 0             | 0            | 0              | 11            | 0            | 3              | 36            | 4            | 15             |
| Dinamo Moskva       | 2015–16             | 4             | 2            | 2              | 0             | 0            | 0              | 0             | 0            | 0              | 4             | 2            | 2              |
| Tổng cộng           | Tổng cộng           | 29            | 6            | 14             | 0             | 0            | 0              | 11            | 0            | 3              | 40            | 6            | 17             |
| Lyon                |                     |               |              |                |               |              |                |               |              |                |               |              |                |
| 2015–16             | 26                  | 1             | 5            | 2              | 1             | 0            | 5              | 0             | 1            | 33             | 2             | 6            |                |
| 2016–17             | 30                  | 8             | 5            | 4              | 1             | 1            | 9              | 1             | 2            | 43             | 10            | 8            |                |
| Tổng cộng           | Tổng cộng           | 56            | 9            | 10             | 7             | 2            | 1              | 14            | 1            | 3              | 76            | 12           | 14             |
| Tổng cộng sự nghiệp | Tổng cộng sự nghiệp | 382           | 52           | 72             | 41            | 13           | 6              | 83            | 5            | 11             | 493           | 70           | 89             |

Chú thích
1. ↑  Bao gồm Coupe de France, Coupe de la Ligue, Trophée des Champions
2. ↑  Bao gồm UEFA Supercup, FIFA Club World Cup

### Đội tuyển quốc gia
Tính đến ngày 11 tháng 10 năm 2015.
| Đội tuyển quốc gia | Năm       | Ra sân | Bàn thắng |
| ------------------ | --------- | ------ | --------- |
| Pháp               | 2010      | 7      | 2         |
| Pháp               | 2011      | 2      | 0         |
| Pháp               | 2012      | 9      | 1         |
| Pháp               | 2013      | 12     | 2         |
| Pháp               | 2014      | 14     | 1         |
| Pháp               | 2015      | 8      | 2         |
| Tổng cộng          | Tổng cộng | 52     | 8         |

### Bàn thắng quốc tế
| #  | Ngày                 | Địa điểm                                       | Đối thủ    | Bàn thắng | Kết quả | Giải đấu                 |
| -- | -------------------- | ---------------------------------------------- | ---------- | --------- | ------- | ------------------------ |
| 1. | 26 tháng 5 năm 2010  | Sân vận động Félix-Bollaert, Lens, Pháp        | Costa Rica | 2–1       | 2–1     | Giao hữu                 |
| 2. | 17 tháng 11 năm 2010 | Sân vận động Wembley, London, Anh              | Anh        | 2–0       | 2–1     | Giao hữu                 |
| 3. | 14 tháng 11 năm 2012 | Sân vận động Ennio Tardini, Parma, Ý           | Ý          | 1–1       | 2–1     | Giao hữu                 |
| 4. | 6 tháng 2 năm 2013   | Stade de France, Saint-Denis, Pháp             | Đức        | 1–0       | 1–2     | Giao hữu                 |
| 5. | 22 tháng 3 năm 2013  | Stade de France, Saint-Denis, Pháp             | Gruzia     | 2–0       | 3–1     | Vòng loại World Cup 2014 |
| 6. | 20 tháng 6 năm 2014  | Arena Fonte Nova, Salvador, Brasil             | Thụy Sĩ    | 3–0       | 5–2     | World Cup 2014           |
| 7. | 7 tháng 6 năm 2015   | Stade de France, Saint-Denis, Pháp             | Bỉ         | 1–3       | 3–4     | Giao hữu                 |
| 8. | 4 tháng 9 năm 2015   | Sân vận động José Alvalade, Lisbon, Bồ Đào Nha | Bồ Đào Nha | 0–1       | 0–1     | Giao hữu                 |